# Alasmidonta
Alasmidonta – rodzaj małży z rodziny skójkowatych (Unionidae). Występują w Ameryce Północnej. Trzy z kilkunastu gatunków zaliczanych do tego rodzaju uznano za niedawno wymarłe.

## Gatunki
- Alasmidonta arcula
- Alasmidonta atropurpurea
- Alasmidonta calceolus
- Alasmidonta heterodon
- Alasmidonta marginata
- †Alasmidonta mccordi
- Alasmidonta minor
- Alasmidonta raveneliana
- †Alasmidonta robusta
- Alasmidonta triangulata
- Alasmidonta undulata
- Alasmidonta varicosa
- Alasmidonta viridis
- †Alasmidonta wrightiana